# Heston Airlines
Heston Airlines — литовская чартерная авиакомпания, специализирующаяся на выполнении чартерных рейсов, лизинге самолетов (ACMI) и выполнении специальных грузовых рейсов, штаб-квартира которой находится в Вильнюсе.

## История
Авиакомпания была основана в 2016 году и начала свою деятельность в 2021 году. Осуществляет чартерные грузовые и специальные рейсы, специализируется на лизинге самолётов.

## Флот

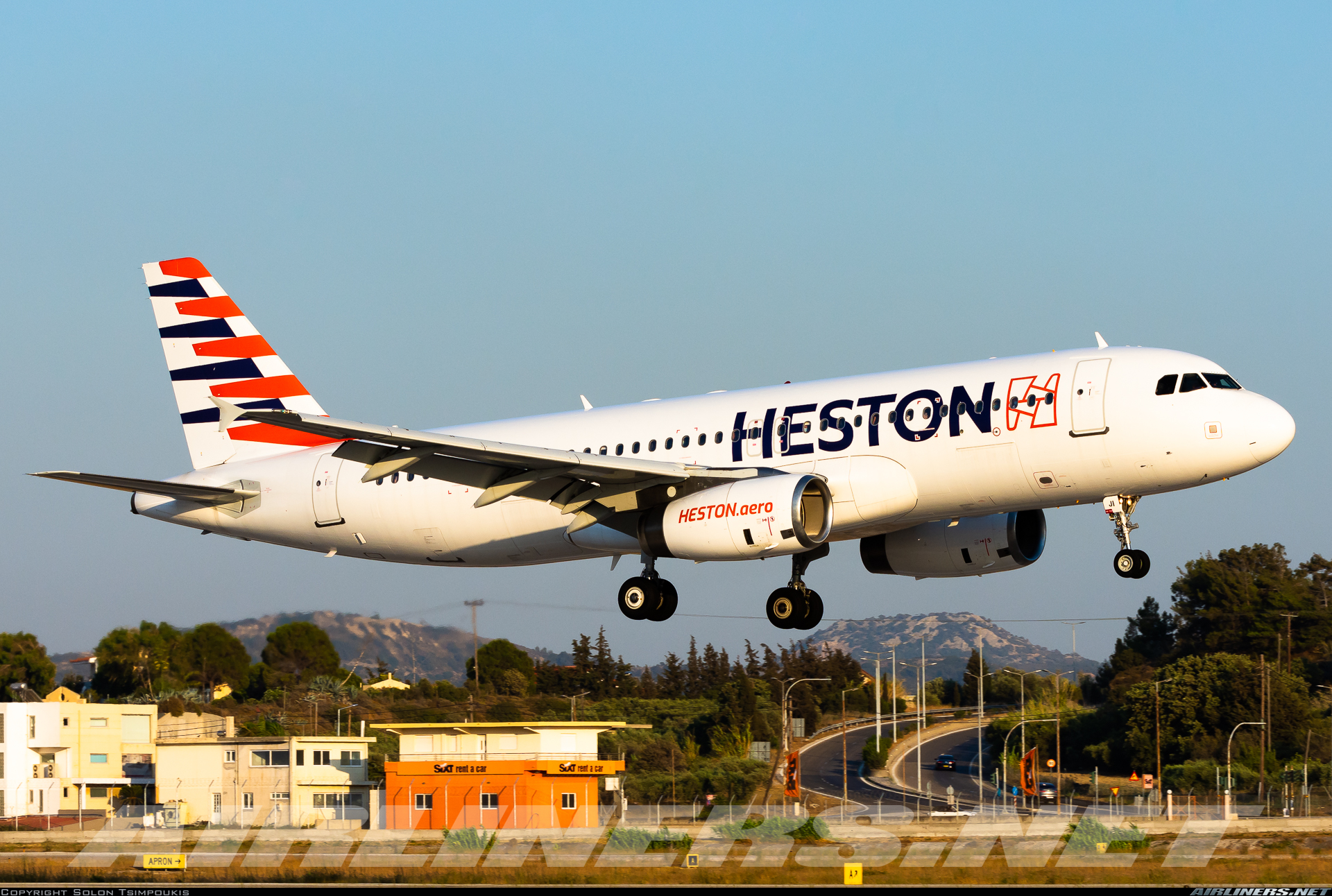
Airbus A320, LY-FJI

По данным на февраль 2022 года флот авиакомпании состоит из 6 самолётов:
Средний возраст авиапарка — 14,9 лет